# Chaetocarpus pearcei
Chaetocarpus pearcei là một loài thực vật có hoa trong họ Peraceae. Loài này được Rusby mô tả khoa học đầu tiên năm 1912.